# Isla del Rey (Menorca)

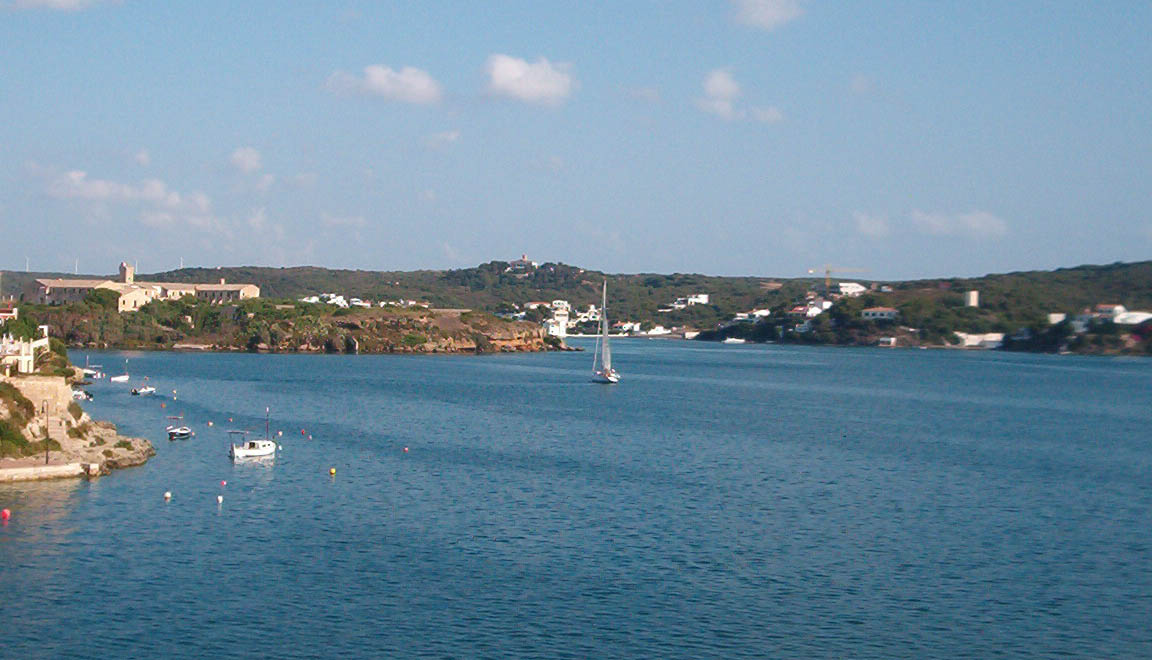
Isla del Rey, en el puerto de Mahón, Menorca.

La isla del Rey (illa del Rei o illa de s'Hospital en catalán) es un islote de forma triangular con una extensión de 41.177 m², del puerto de Mahón, situado delante del pueblo de Villacarlos (al sur) y de Cala Llonga (al norte), en Menorca. Cuenta con dos embarcaderos, uno en el norte ("Moll de ses Monjes") otro en el sur, recientemente reformado para dar más facilidades a los visitantes de la isla.
La isla del Rey, así llamada por ser el lugar donde desembarcó el rey Alfonso III en el año 1287, cuando llegó para conquistar la isla a los musulmanes.
Está caracterizada por la silueta de las ruinas del antiguo hospital militar, construido por los ingleses en el siglo XVIII. Durante la dominación británica se la llamó Bloody Island (isla sangrienta) por sus funciones de hospital. El recinto funcionó hasta mediados del siglo XX, cuando fue abandonado al construirse una nueva instalación hospitalaria en tierra firme y se inició una profunda decadencia. En 1973 fue adquirido por el Ayuntamiento de Mahón.
Actualmente, a través de la asociación de Amics de l'Illa de l'Hospital (Amigos de la Isla del Hospital), se recuperó el islote cuyas obras finalizaron en 2011, con un presupuesto de 3,5 millones de €.
También se conservan todavía los restos de una basílica paleocristiana del siglo VI d. C.
En este islote vive una lagartija endémica, la Podarcis lilfordi balearica.

## Historia
La Isla del Rey fue ocupada numerosas veces por diferentes nacionalidades, fue usada para diversas actividades, posee una basílica cristiana y sobre todo cuidó de numerosos soldados.
- Siglo VI. Basílica paleocristiana.
- 1287. El rey Alfonso III de Aragón desembarcó en la isla antes de emprender la conquista de Menorca, que se encontraba bajo dominio musulmán.
- 1711. El almirante inglés John Jennings mandó construir un hospital en la isla.
- 1713. Primera dominación inglesa (tratado de Utrecht). El hospital se pone en funcionamiento pero no tenía una reputación favorable, de allí el nombre inglés de Bloody Island (Isla Sangrienta)
- 1756/1763. Dominación francesa.
- 1763. Segunda dominación inglesa (tratado de París).
- 1771/1776. Reforma, reparación y obras en el Hospital.
- 1781. Desmantelamiento de la isla del Rey para la construcción de la fortificación de San Felipe, por orden del Duque de Crillon.
- 1782. Segunda dominación española (tratado de Versalles)
- 1784. Cambio de la capilla protestante construida por los ingleses por una capilla dedicada a San Carlos. Construcción del edificio Sur paralelo al hospital y salas de almacenamiento.
- 1798. Tercera dominación inglesa.
- 1802. Dominación española (tratado de Amiens).
- 1821. Habilitación de la isla por la gran epidemia de fiebre amarilla en Lazareto
- 1830. España da permiso a Francia para utilizar el hospital de la isla para cuidar de los soldados heridos en la toma de Argel.
- 1833. Estados Unidos utiliza la isla como almacén y taller y como estación en el Mediterráneo.
- 1840/1843. Los franceses lo utilizan como depósito de carbón.
- 1843. Hospital Militar con gran prestigio durante más de un siglo. Se hicieron mayores establecimientos restaurando el ala sur.
- 1888. Descubrimiento de una basílica paleocristiana de 32 m². Se constata que la isla fue habitada en el siglo VI.
- 1964. Traslado del Hospital a Mahón por las dificultades de llevar a los heridos a la isla.
- 1973. Adquisición de la isla por el Ayuntamiento de Mahón.
- 1979. Declaración de Monumento Histórico Artístico y Arqueológico de carácter nacional, la basílica y construcciones adyacentes.
- 1985. Situación de abandono.
- 2004. Se crea la asociación Amics de l'Illa de l'Hospital. Se empieza a restaurar, rehabilitar y cuidar de la isla del Rey.

## Arquitectura
En 1979 El Gobierno de España declaró la isla del Rey como un Monumento Histórico-Artístico y Arqueológico de carácter Nacional, la Basílica y construcciones adyacentes.
Aquí mencionaremos ciertas características de la arquitectura del edificio Hospital del ala Norte y de las construcciones más recientes del ala Sur.
Se desconoce el arquitecto del edificio central, pero a partir de varios estudios efectuados por los "Amics de l'Illa de l'Hospital" durante el mes de enero de 2009, podríamos encontrar ciertas similitudes entre los Hospitales de Londres: The Royal Hospital Chealsea y Greenwich Naval Hospital. Dos edificios cuyo arquitecto es Sir Christopher Wren (1632 – 1723) y que los dos hospitales siguen el mismo estilo que el edificio central de la isla del rey. 
El Hospital fue construido por orden del comandante jefe de la escuadra del mediterráneo John Jennings el año 1711. Fue construida en el ala Norte de la isla con vista centrada en la obertura del puerto. Esa construcción fue sencilla, espaciosa y ventilada, suficiente para las demandas de la época. 
En el 1771 hasta el 1776 se efectuaron nuevos cambios al edificio del Hospital y que perduran hasta la actualidad. Un hospital de dos platas, en forma de "U" alrededor de un amplio jardín dividido en tres partes por tres caminos que se dirigen a la torre central. 
Las ventanas con vistas a la bocana del puerto son pequeñas aberturas, mientras que la vista hacia la abertura del puerto se caracteriza por amplias vistas, pasillos decorados por grandes arcos abiertos y grandes columnas para sujetar la estructura. La planta baja tiene un corredor abierto al patio mediante arcos que tienen como función hacer de contrafuertes para el edificio central, pero que armonizan con el resto del edificio.
Los arcos forman una parte importante del edificio ya que acentúan ese aspecto barroco y pone en práctica los estudios de esa época, como el retorno del número de oro, la sección áurea. Este número está presente en todos los arcos del Hospital, acentuando así la belleza clásica. El eje central del edificio es la torre cuadrangular que se eleva sobre los demás edificios, marcando así su importancia. La torre marca la jerarquía de todo el conjunto.
Entre las reformas efectuadas por los españoles el año 1784 destaca la construcción de los edificios de almacenaje en el ala sur, cerca de la basílica Paleocristiana (que no fue descubierta hasta 4 años más tarde y que sorprendentemente no sufrió grandes daños por las construcciones)la cual consta de un edificio de una planta, con forma de "E" con dirección hacia la obertura del puerto, es un edificio sencillo, plano, sin escaleras, con numerosas puertas y de fácil desplazamiento por el gran número de pasillos entrelazados. Las salas son estrechas y escasamente iluminadas. 
La estructura es sencilla, no hay columnas, ni arcos. 
Además de estos cambios, también se sustituyó la capilla protestante por una capilla en honor a San Carlos, decorada con pequeños y sencillos lienzos y un altar en honor a este santo. 
Además la isla consta de un pequeño edificio al subir el muelle del Sur llamado "Casa del Capellán". Este edificio también fue levantado por los españoles con el objetivo de tener un capellán en la isla. Este edificio es sencillo y plano con carácter, con cierto aire romano por sus líneas, la falta de arcos y curvaturas.
Actualmente los amigos de la isla del rey han reformado varias aulas, convirtiendo varias salas del edificio central en museos, salas de exposiciones, la sala italiana donde se menciona la intervención de los italianos en la isla durante el siglo XX, biblioteca, recreaciones de las salas en las épocas pasadas, sala de conferencias, la sala de la farmacia más su área de plantación de hierbas medicinales, la recuperación de la capilla protestante... Además de la restauración de la "Casa del Capellán" como sede dels "Amics de L'Illa de l'Hospital"
La isla del rey comparte una gran variedad de estilos en un espacio reducido: el aire barroco del ala norte: el Hospital, la sencillez del ala sur y además el aire romano de la "Casa del Capellan"